# Begoña (nombre)
Begoña es un nombre propio femenino de origen vasco. Su significado es «lugar sobre el cerro dominante». Proviene de la Virgen de Begoña, patrona de Vizcaya.

## Etimología
El nombre puede provenir del latín Vecunia, nombre que quizá tuvo al poblado o asentamiento sito sobre una colina que domina el cauce de la ría del Nervión. Según la tradición local, el término Begoña proviene de una anécdota: parece ser que la imagen de la Virgen fue hallada en la zona enterrada, de ahí vendría el nombre: Bego (debajo) oña (pie). Entre un estudio sobre el santuario de Begoña, Lecuona analiza varias de las explicaciones etimológicas. No obstante las varias explicaciones a través del euskera carecen de solidez. El origen del topónimo podría ser celta, apoyado por las otras localidades del área hispano-celta con topónimos similares.
Según Gutierre Tibón, se compondría de Beg-oin-a, donde oin significa «cerro» y beg sería un prefijo que señalaría dominación desde lo alto: «sobre el cerro», «lugar del cerro dominante». Su origen proviene de un cerro que domina Bilbao, Abando, Deusto y Olaveaga, en el que se situó el pueblo de Begoña y el Santuario de Nuestra Señora de Begoña.
Otras fuentes aseguran que el nombre procede del dialecto vizcaíno del vascuence o euskera; lo cual no está reñido con que los orígenes del nombre latino estuvieran vinculados a una denominación autóctona similar previa a la llegada de los romanos.[cita requerida]

## Santoral
11 de octubre: Nuestra Señora de Begoña. La festividad de Begoña se celebra los días 15 de agosto (Nuestra Señora) y, principalmente, el 11 de octubre, coincidiendo con la declaración canónica de la Virgen de Begoña como patrona de Vizcaya por parte del papa Pío X en 1903.

## Lugares
- Begoña, distrito de Bilbao.
- Begoña, barrio de Bilbao.
- Estación de Begoña del Metro de Madrid.
- Paseo de Begoña en Gijón.